# نقش مایه نیلوفر
نقش مایه یا کهن الگوی نیلوفر، از شاخص ترین نمادهای باستانی است و از جمله کهن الگوهایی ست که از تمدن مصر و فنقیه وارد دنیای باستان شرق و از جمله ایران شده است. نماد نیلوفر یکی از اصول بنیادین از هفت اصل هنر و نگارگری ایرانی ست. در پارسی این نام از برهم نهادن دو واژه نیل و پر ساخته شده، و به معنای گیاهی ست که گلبرگ‌های نیلی رنگ دارد. ایرانیان گل نیلوفر را نماد خورشید، کمال، زیبایی و باروری می دانند. این گل نماد آناهیتا ایزد بانوی آب های روان نیز هست، که با آیین مهر پیوند نزدیک دارد. قدمت و گستردگی این نقش مایه، از نگاره های تخت جمشید تا طاق بستان دیده شده است. نیلوفر را همبسته با چهار آخشیج دانسته‌اند: خاک و آب و آتش و باد. ریشه در درون خاک دارد، ساقه در آب، برگ‌هایش در بادند، و هنگامی که گلبرگ‌هایش باز می‌شوند به‌سان خورشیدی درخشان است.
به تعبیر ایرانیان باستان، گل نیلوفر، با طلوع خورشید باز و با غروب آن بسته می شود و در مفهوم بنیادین مظهر تجدید حیات شمسی ست. بنابراین مظهر همه ی روشنفکری ها، روشنگری ها، آفرینش، باروری، تجدید حیات، و بی مرگی است. در این میان، مفهوم آن، به کمال زیبایی نیز اشاره دارد، زیرا برگ ها، گل ها و میوه اش دایره ای شکلند. و در مفاهیم اساطیری دایره کمالگراترین فرم است. نیلوفر یعنی شکفتن معنوی؛ زیرا همچنان که ریشه هایش در اعماق گل و لای است، اما به سمت بالا قد می کشد، از آب های تیره خارج می شود، و گل هایش زیر خورشید و روشنایی آسمان رشد می کنند. ریشه اش مظهر ماندگاری، ساقه اش تمثیلی از بند نافی که انسان را به اصلش پیوند می دهد، گل هایش پرتوهای خورشید و غلاف دانه اش باروری آفرینش است. در حقیقت تبارش نماد انسان متعالی یا تولد الهی ست زیرا بدون هیچ ناپاکی از آب های گل آلود خارج می شود.
به زعم ایرانیان باستان، ایزدان از نیلوفر بیرون می آیند یعنی جهان از عنصر آبی بوجود آمده است، نیلوفر مظهر خروج خورشید از آب های آشفتگی آغازین است. از سویی در نقش قمری – شمسی، نیلوفر دوجنسی، قائم به ذات پاک و کبرزایی است. شعله ی برخاسته از نیلوفر هم مظهر مکاشفه ی الهی است و هم وحدت قوای دوگانه آب و آتش، ماه و خورشید، نر و ماده است. نقش مایه نیلوفر یکی از موتیف های جدایی ناپذیر از هنر و معماری پارسی به حساب می آید.
1. ↑  «کتاب اسرار مکنون یک گل اثر حسن بلخاری قهی | ایران کتاب». فروشگاه اینترنتی ایران کتاب. دریافت‌شده در ۲۰۲۲-۱۰-۳۱.
2. ↑  «آیین مهر (2جلدی)». BitaBook. دریافت‌شده در ۲۰۲۲-۱۰-۳۱.
3. ↑  «کتاب هخامنشی ها تمدن و هنر اثر محمد شاهیجانی | ایران کتاب». فروشگاه اینترنتی ایران کتاب. دریافت‌شده در ۲۰۲۲-۱۰-۳۱.
4. ↑  «کتاب: هنر ایران در دوران ماد و هخامنشی». جویشگر علمی فارسی (علم نت). دریافت‌شده در ۲۰۲۲-۱۰-۳۱.
5. ↑  «بررسی تطبیقی کاربرد هفت اصل تزیینی هنر نگارگری ایران در نگاره های هفت اورنگ ابراهیم میرزا». پرتال جامع علوم انسانی. دریافت‌شده در ۲۰۲۲-۱۰-۳۱.